# Ren besked om snavs
|  | Denne artikel er oprettet af botten PalnaBot ud fra en ekstern database. Den kan derfor have sproglige fejl eller mangler. Denne skabelon kan fjernes efter kontrol af indholdet. |

Ren besked om snavs er en film instrueret af Henning Carlsen, Flemming la Cour.